# Краєвид Херсона (картина)
Краєвид Херсона — картина російського живописця-пейзажиста Федора Яковича Алексєєва, написана з акварелі «Міський майдан у Херсоні» в 1797—1800 рр. Одне з перших художніх зображень Херсона.

## Опис
Ліворуч на картині видно південний портал Катериненського собору, в центрі — палац генерал-губернатора. В правій частині композиції пірамідальний надгробок принцу Карлу-Олександру Вюртемберзькому, лівіше — надгробна плита молдавського князя Еманнуїла Росетті, далі плита над могилою будівничого Херсона інженер-полковника Миколи Миколайовича Корсакова, батька винахідника «інтелектуальних машин» Корсакова С. М.
До початку XX ст. картина зберігалася в петербурзькій Академії мистецтв. Проте у 1913 р. директор херсонського Музею старожитностей Віктор Гошкевич порушив клопотання про передачу картини до фондів музею. Клопотання підтримав міський голова Блажков М. І., а згодом, Херсонська міська Дума. У 1914 р. картину бало передано музею. У теперішній час картина знаходиться у Херсонському краєзнавчому музеї.

## Оцінка дослідників
Московська дослідниця творчості Ф. Я. Алексєєва, М. І. Андросова так писала про полотно:
|  | Картина дає яскраве уявлення про степове місто. За допомогою своєї улюбленої діагональної композиції художник збільшує простір. Він зображує кілька будівель, нібито витягаючи їх, чим домагається відчуття простору. Приваблюють зір молоденькі дерева. Це була прикмета часу. У степових містах багато уваги й турботи приділяли зеленим насадженням. Деревця на картині підкреслюють молодість міста… До того ж полотно оживлено жанровими сюжетами". |

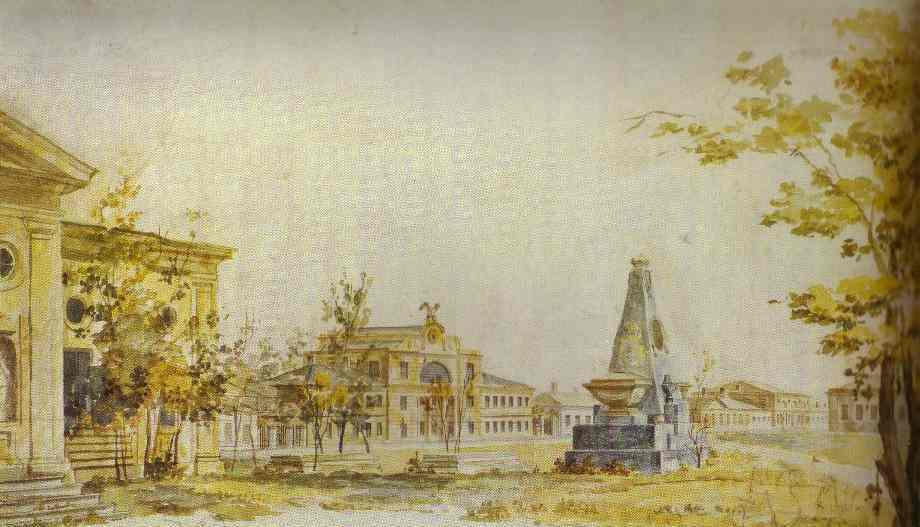
Акварель «Міський майдан у Херсоні»,
з якої була написана картина

Мистецтвознавець дала яскраву професійну оцінку картині, не підозрюючи, що художник, маючи ескізи, намальовані з натури, на полотні припустився ряду неточностей та помилок. Це можна було б пробачити художнику, якщо б його картина іменувалася як «Краєвид новоросійського міста». Але оскільки полотно має конкретну назву — «Краєвид Херсона», то причина спотворень стає незрозумілою. Тим більше, що всі об'єкти, зображені на картині, за винятком палацу Потьомкіна, дожили до наших днів. У цьому може переконатися кожен херсонець, ставши на те місце, де більше ніж двісті років тому розташовувався мольберт живописця (будівля Молодіжного християнського центру). Якщо взяти за основу зображені на картині надгробні пам'ятники генерал-поручнику принцу Вюртемберг-Штутгартському, інженер-полковнику Миколі Корсакову і князю Еммануїлу Россеті (перепоховань не було), то можна зробити висновок, що Федір Алексєєв на картині розгорнув Катерининський собор на 90° із заходу на південь. До того ж в нішу замість статуї Святого Петра він помістив статую Святої Магдалини. При існуючих трьох сходинках входу в храм на картині їх п'ять. На полотні недостовірно зображені деякі архітектурні деталі. Приміром, портик показаний з напівкруглими в перетині пілястрами, а не з прямокутними, як насправді. Що стосується палацу Потьомкіна (на картині він праворуч в глибині), то за всіма правилами проектування він не міг бути розташованим там, де зображений. Адже собор і палац розділяла велика Палацова площа (сьогодні тут розташований телецентр). Картину оживляють жанрові сюжети: рухомий екіпаж, солдати, що крокують, вершник. Це дозволяє судити про масштаб будівель і споруд, який явно перебільшений у порівнянні з дійсним.
Можливо, художник писав картину по розрізненим ескізами, а на полотні по пам'яті з'єднав їх в одне ціле. Адже від моменту складання ескізів до написання картини пройшло майже три роки. До того ж у архіві Алексєєва знаходилися десятки начерків та ескізів інших міст Новоросії. Тільки навряд чи можна вважати обґрунтованим таке припущення: художники всіх часів відрізнялися неабиякою зоровою пам'яттю. Залишається припустити одне: на той час Херсон (точніше — фортеця) був мало забудований і Алексєєв за допомогою своєї улюбленої діагональної композиції зобразив розрізнені будівлі та споруди в одній лінії. Цим «розтяганням» художник домігся зорового сприйняття об'ємності простору. Подібний метод Алексєєв застосував при написанні картини «Вид Магістратської площі в Миколаєві». На перший погляд вони дуже схожі.